# Epizeuxis bistrigalis
Epizeuxis bistrigalis là một loài bướm đêm trong họ Noctuidae.